# Йоран Хегюста
Йоран Хегюста (швед. Göran Högosta, нар. 15 квітня 1954, Еппелбо) — шведський хокеїст, що грав на позиції воротаря. Грав за збірну команду Швеції.

## Ігрова кар'єра
Професійну хокейну кар'єру розпочав 1971 року виступами за клуб «Тунабро». З 1974 по 1977 захищав кольори команди «Лександ». 
З 1977 по 1980 Йоран виступав у Північній Америці, де зокрема виступав за клуби НХЛ «Нью-Йорк Айлендерс» та «Квебек Нордікс». Хегюста перший воротар з Європи, який виступав у НХЛ.
Влітку 1980 повернувся на батьківщину, де уклав контракт з командою «Вестра Фрелунда». Сезон 1984–85 провів у складі клубу «Фалу», а наступний сезон, який став останнім ігровим у кар'єрі Хегюста, воротар відіграв за «Лександ».
Виступав за збірну Швеції.

## Нагороди та досягнення
- Чемпіон Швеції в складі «Лександ» — 1975.
- Команда всіх зірок чемпіонату Швеції — 1976, 1977, 1978.
- Найкращий воротар чемпіонату світу — 1977.[1]